# Congrégation de Savigny

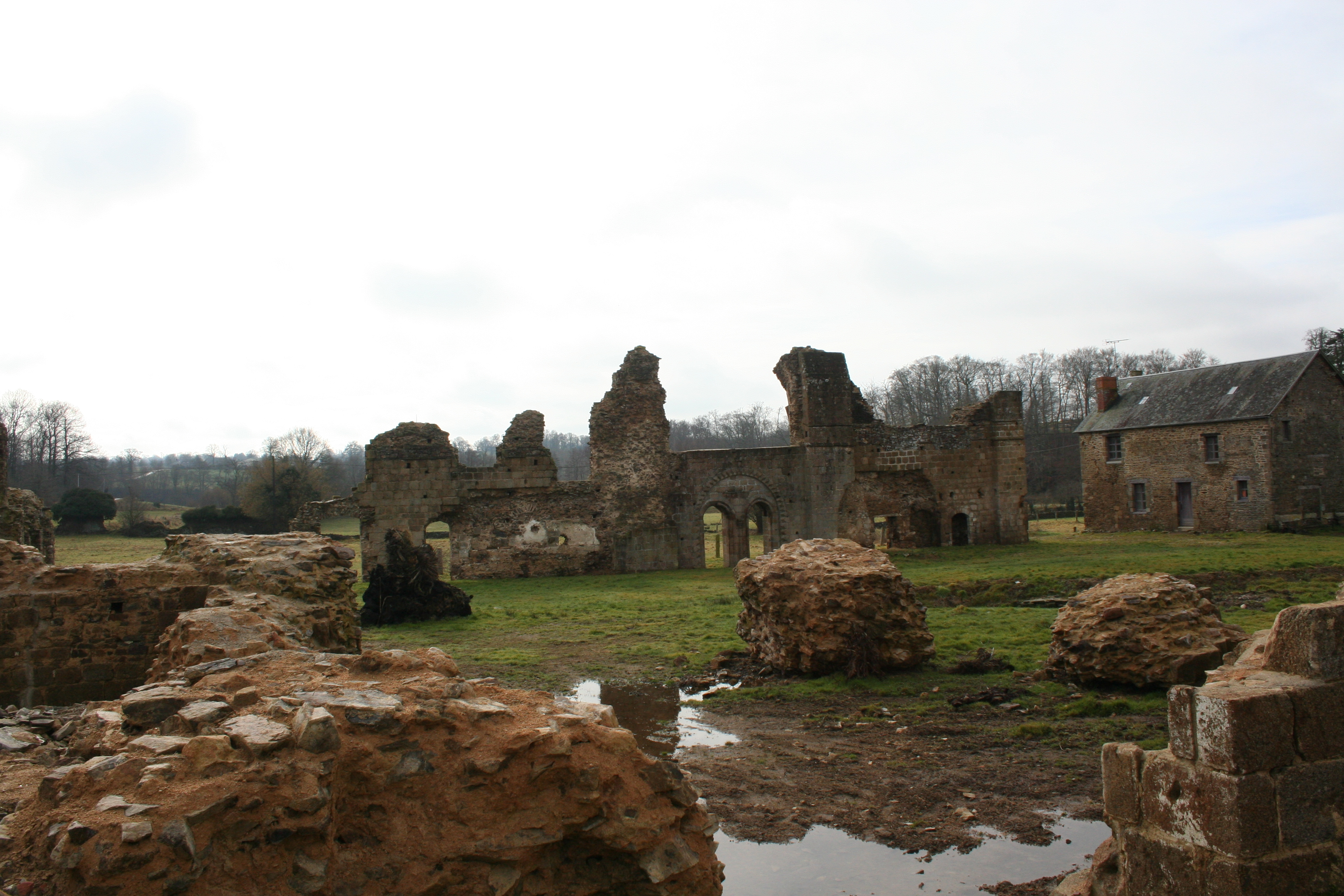
Ruines de l’abbaye de Savigny : le cloître vu depuis l’intérieur de l’église, avec au milieu l’emplacement du bassin.

La congrégation de Savigny (ou ordre de Savigny) est dans la première moitié du XIIe siècle une congrégation d’abbayes et de prieurés bénédictins qui obtinrent leur affiliation à l’ordre de Cîteaux en 1148. Dirigée par l’abbaye de Savigny du diocèse d’Avranches, aujourd’hui située à Savigny-le-Vieux dans le département français de la Manche, elle a compté de nombreuses abbayes filles en Grande-Bretagne.

## Historique

### Fondation: saint Vital
Dans les années 1090, le futur saint Vital, alors chanoine à la collégiale Saint-Évroult de Mortain, devient ermite et fonde différents monastères dans les forêts de Normandie, du Maine et de Bretagne. 
En 1105, il implante son ermitage dans la forêt de Savigny (Savigny-le-Vieux, dans la Manche), terres offertes par Raoul de Fougères. Devant le nombre de ses disciples, l’abbaye de Savigny est fondée en 1112. Elle suit la règle de saint Benoît et, à partir de 1148, les coutumes cisterciennes. La communauté porte des habits gris.

### Extension: saint Geoffroy
En 1119, le pape Célestin II prend la congrégation sous sa protection. Sous l’abbé et futur saint Geoffroy († 1139), qui prend la suite de Vital à Savigny, l’abbaye s’agrandit rapidement, et de nombreuses abbayes filles sont fondées. Certaines sont sur les territoires continentaux, comme l’abbaye des Vaux-de-Cernay en 1118 ou l’abbaye de Bellus-Beccus en 1127, mais une majorité sont dans les îles britanniques, dont la première, l’abbaye de Furness, est fondée en 1123 par Étienne de Blois, futur roi d’Angleterre.
- 1118 – fondation par les moines de Savigny[3] de l’abbaye des Vaux-de-Cernay du diocèse de Paris
- 1123 – fondation par les moines de Savigny[4] de l’abbaye de Furness dans le comté anglais de Cumbria
- 1127 – fondation par les moines de Savigny[3] de l’abbaye de Bellus-Beccus dans le duché de Normandie
- 1130 – fondation par les moines de Savigny[3] de l’abbaye de Foucarmont du diocèse de Rouen
- 1131 – fondation par les moines de Savigny[3] de l’abbaye d’Aunay (aujourd’hui à Aunay-sur-Odon) du diocèse de Bayeux
- 1132 – fondation par les moines de Savigny[3] de la première abbaye de Quarr sur l’île de Wight, en Devon
- 1134 – fondation par les moines de Furness (première fille)[4] de l’abbaye de Rushen, sur l’île de Man
- 1134 – fondation de l’abbaye de Calder, fille de Furness, en Cumbria ; détruite quatre années plus tard, refondée en tant qu’abbaye de Byland en 1142[4]
- 1135 – fondation de l’abbaye de Buildwas, fille de Furness, dans le Shropshire
- 1136 – reprise de l’abbaye de Buckfast en Devon, à la demande d’Étienne d’Angleterre, par des moines de Savigny[4]
- 1137 – fondation de l’abbaye Notre-Dame-et-Saint-Jean-Baptiste au Breuil-Benoît

### Fin et rattachement à Citeaux: Serlon
Le troisième abbé fut Evan Langlois, l’un des premiers disciples de  Vital, mais il ne gouverna qu’un an : en 1140, il fut remplacé par Serlon († 1158), disciple de saint Geoffroy.
- 1140 – fondation de l’abbaye de La Trappe, sous Serlon[3]
- 1140 environ – fondation de l’abbaye de Barbery dans le duché de Normandie
- 1140 – fondation de l’abbaye de Coggeshall par Étienne d’Angleterre, par des moines de Savigny[4]
- 1142 – officialisation de la filiation directe[4] de l’abbaye de Byland dans le Yorkshire du Nord, fondée par les moines de l’abbaye de Calder à la suite de la destruction de l’abbaye vers 1138, quatre ans après sa fondation
- 1145 – fondation de l’abbaye de Jervaulx, fille de Byland, en Yorkshire du Nord, cause de nombreux soucis[4]

La congrégation a compté jusque trente-trois monastères,,, dont vingt en Grande-Bretagne.
Avec l’affaire de l’abbaye de Jervaulx, fondée par les moines de celle de Byland mais refusée par la maison mère, Serlon n’arrive plus bien à maintenir la cohésion de l’Ordre ; plusieurs monastères anglais cherchent à devenir indépendants. Au chapitre général de 1146, seuls deux des douze abbés britanniques, ceux de Neath et Quarr, sont présents. L’abbé décide d’affilier la congrégation entière à l’ordre de Cîteaux, ce qui est effectif au chapitre général de 1147. Plusieurs monastères anglais s’y refusent, mais y sont finalement obligés par une bulle du pape Eugène III datée du 11 avril 1148, et finissent par se soumettre. Tous les établissements sont conservés, mais mis en conformités avec les règles cisterciennes, troquant leurs habits gris pour des blancs.

## Sources
1. 1 2  Jacques-Paul Migne, Troisième et dernière Encyclopédie théologique, vol. 16, Paris, J.-P. Migne, 1856 (lire en ligne), p. 708.
2. 1 2  (en) « Abbey of Savigny » [« Abbaye de Savigny »], sur newadvent.org, site de la Catholic Encyclopedia (consulté le 19 janvier 2024).
3. 1 2 3 4 5 6 7 8 9 10 11  Claude Fleury, Histoire du christianisme, vol. 4, Paris, Delaroque frères, 1856, 4e éd., 816 p. (lire en ligne), partie 69, chap. XXXV (« Union de Savigny à Clîtaux »), p. 585.
4. 1 2 3 4 5 6 7 8 9  Janet Burton, « Rapport sur l’espace anglais », dans Nicole Bouter, Unanimité et diversité cisterciennes, université de Saint-Étienne, 2000, 715 p. (ISBN 2-86272-177-8 et 9782862721774, ISSN 1242-8043, lire en ligne), p. 301-304.